# Оливер Антић
Оливер Б. Антић (Београд, 16. јун 1950 — Лисабон, 18. фебруар 2022) био је српски правник, политичар, универзитетски професор и дипломата.
Био је члан Српске радикалне странке, а потом је био један од оснивача Српске напредне странке. У време кад је СРС била коалициони партнер Социјалистичке партије Србије изабран је за декана Правног факултета а са позиције је смењен после свргавања Милошевића.

## Биографија
Завршио је гимназију а затим Правни факултет, на коме је магистрирао 1978. године, а докторирао 1983. године.
На Правном факултету у Београду је биран за: спољњег сарадника (1975—1978); асистента-приправника (1978—1980); асистента (1980—1984); доцента (1984—1990); ванредног професора (1990—1996) и за редовног професора 1996.
Дужност директора за упоредно право обављао је у периоду од 1997. до 2001. године. По доношењу Закона о универзитету 1998. године, активно је подржавао и спроводио репресију над професорима и студентима Правног факултета.
На Правном факултету у Источном Сарајеву предавао је на предметима:
- Наследно право
- Облигационо право
- Грађанско право-Општи део и Стварно право

### Деканат
Био је декан Правног факултета у Београду од 1998. године до октобра 2000. године. Деканат Антића обележавају бројне афере везане за избацивање и сукоб са професорима факултета (Владимир Водинелић, Весна Ракић-Водинелић, Драгор Хибер, Драгољуб Поповић, Мирјана Стефановски и др.) због њихове политичке неподобности за време власти Слободана Милошевића.

## Политика
Антић је био дугогодишњи активни члан Српске радикалне странке. Говорио је на свим већим научним скуповима о Војиславу Шешељу.
Године 2008, је учествовао у оснивању Српске напредне странке којом је Српска радикална странка подељена на два дела после сукоба Војислава Шешеља и Томислава Николића.
Године 2015. је именован за амбасадора Србије у Португалији.

## Смрт
Преминуо је под неразјашњеним околностима у Лисабону 18. фебруара 2022. године услед пада са литице. Више медија сумња да је извршио самоубиство јер је крајем јануара 2022. године особа са којом је раније био у ванбрачној вези поднела кривичну пријаву у којој је оптуживала Антића да је предузимао недозвољене полне радње према њеној малолетној ћерки.